# Honda S-MX
Der Honda S-MX (japanisch: ホンダ· S-MX) ist ein Minivan, den Honda zwischen 1996 und 2002 produzierte.
Im Aussehen ähnelt er dem größeren Honda StepWGN, ist jedoch in Länge und Höhe kürzer. Während der StepWGN drei Sitzreihen und bis zu acht Passagieren Platz bot, hatte der kleinere S-MX nur zwei Sitzreihen für vier oder fünf Passagiere. Um Platz für die Passagiere zu maximieren, nutzte der S-MX eine Lenkradschaltung für das einzig verfügbare 4-Gang-Automatikgetriebe. Der S-MX wurde von einer 2,0 l-Version von Hondas B-Serie Motor mit zwei obenliegenden Nockenwellen und vier Ventilen pro Zylinder angetrieben. Die Leistung betrug 130 PS (96 kW) bei 5500 min−1. Dieser Motor wurde auch im Honda CR-V verbaut. Ähnlich wie beim CR-V war der S-MX mit Frontantrieb oder wahlweise Allradantrieb verfügbar.
Wie üblich bei japanischen Minivans dieser Zeit bot der S-MX nur eine (herkömmliche) hintere Tür auf der Beifahrerseite des Fahrzeugs. Angeblich war diese Funktion für die Sicherheit der Passagiere, um unüberlegtes Heraustreten in den Verkehr zu verhindern.
Die Produktion des S-MX endete im Jahr 2002 und das Modell wurde erst durch den Honda FR-V im Jahr 2004 ersetzt.